# Friedrich von Raupach
Friedrich von Raupach (* 25. Oktober 1906 in Harbin in China; † 29. Juli 1992 in Bonn) war ein deutscher Geologe.
Friedrich von Raupach war der Sohn eines deutschstämmigen russischen Arztes. Er machte 1925 sein Abitur an einem russischen Privatgymnasium in Harbin, nahm im selben Jahr die deutsche Staatsangehörigkeit an und begann in Göttingen, Jena, Hamburg und Leipzig Geologie, Mineralogie und Geophysik zu studieren. 1933 wurde er in Leipzig promoviert (Stratigraphische und tektonische Entwicklung des russischen Fernen Ostens, der Mandschurei und zentralen Mongolei) und war danach Assistent in Halle (wo er sich mit der Braunkohle im Geiseltal befasste) und Erdölgeologe bei der Deutschen Petroleum AG in Wietze. Ab 1938 war er an der Preußischen Geologischen Landesanstalt. 1942 legte er sein Staatsexamen ab und wurde Diplom-Geologe. Im Zweiten Weltkrieg war er ab 1942 zunächst Dolmetscher an der Ostfront und dann Wehrgeologe. Nach kurzer sowjetischer Kriegsgefangenschaft war er ab 1946 bei der Deutschen Geologischen Landesanstalt in Ostberlin, wo er 1949 Leiter des Referats Braunkohle wurde. Außerdem war er Mitglied des Landesschätzungsbeirats für Bodenschätzung in Sachsen. Ab 1953 war er am Niedersächsischen Landesamt für Bodenforschung, wo er sich unter anderem mit bodenkundlicher Kartierung und Bodenkunde befasste. Von 1960 bis zu seiner Pensionierung 1971 war er am Militärgeographischen Amt in Bonn, wo er sich mit Militärgeologie (geologische Geländebewertung) befasste.